# Handball-Europameisterschaft der Frauen 2024
Die 16. Handball-Europameisterschaft der Frauen wurde vom 28. November bis zum 15. Dezember 2024 in Ungarn, Österreich und der Schweiz ausgetragen. Der Veranstalter war die Europäische Handballföderation (EHF). Zum ersten Mal wurde eine Frauen-Europameisterschaft mit 24 Mannschaften ausgetragen. Die norwegische Nationalmannschaft gewann das Turnier.

## Ausrichter
Auf einem außerordentlichen Kongress vergab die EHF am 25. Januar 2020 die Veranstaltung am Rande des Final-Wochenendes der Handball-Europameisterschaft der Männer in der schwedischen Hauptstadt Stockholm. Die gemeinsame Bewerbung von Österreich (Österreichischer Handballbund), der Schweiz (Schweizerischer Handball-Verband) und Ungarn (Ungarischer Handball-Verband) setzte sich im zweiten Wahlgang gegen die ebenfalls gemeinsame Bewerbung von Polen, der Slowakei und Tschechien durch. Die Bewerbung Russlands schied im ersten Wahlgang aus.
Am 12. Januar 2023 verkündete der Kanzleramtsminister der ungarischen Regierung, Gergely Gulyás, dass Ungarn sich als Ausrichter zurückziehen werde; schon einige Tage davor war der Österreichische Handballbund von den Ungarn über die Unsicherheit wegen der Austragung in Ungarn informiert worden. Letztlich blieb Ungarn doch Co-Ausrichter, reduzierte aber die Beteiligung am Turnier.

## Austragungsorte
Als Spielstätten des Turniers waren vier Hallen in den drei Ländern vorgesehen: In Basel und in Innsbruck sollten zwei Vorrundengruppen spielen, in Debrecen und Budapest je eine Vorrundengruppe. Die Hauptrunde sollte in Debrecen und Budapest ausgetragen werden, die Finalspiele waren im Budapester MVM Dome geplant. Da Ungarn Budapest als Spielort zurückzog, mussten die Austragungsorte neu verteilt werden.
Mitte März 2023 wurde entschieden, dass Wien den Platz von Budapest einnimmt. Die Vorrundengruppe aus Budapest wird ebenfalls in Debrecen spielen. Somit finden die Spiele von jeweils zwei Vorrundengruppen in Basel, Innsbruck und Debrecen statt. Die qualifizierten Mannschaften aus Debrecen und von einer Gruppe aus Basel tragen ihre Hauptrundenspiele in Debrecen aus. Die Teams der anderen Vorrundengruppe aus Basel sowie die Teams aus Innsbruck reisen weiter nach Wien.
| Basel |

| Innsbruck |

| Debrecen |

| Wien |

| Basel |

| Innsbruck |

| Debrecen |

| Wien |

## Änderungen
Das Turnier wurde erstmals mit 24 Teams ausgetragen, bei der Europameisterschaft 2022 waren es 16 Teams. Aus den Vorrundengruppen (nun sechs Gruppen zu je vier Teams statt, wie im Jahr 2022, vier Gruppen zu je vier Teams) zogen  die Teams auf den Plätzen 1 und 2 in die Hauptrunde ein, bei der Austragung im Jahr 2022 waren jeweils die Teams auf den Plätzen 1 bis 3 der Vorrundengruppen in die Hauptrunde eingezogen.
Erstmals zur Europameisterschaft der Frauen 2024 liefen die Schiedsrichter mit ihren Namen auf dem Rücken ihrer Trikots auf, die EHF sah darin eine Hervorhebung der Individualität und Professionalität der Schiedsrichter.

## Teilnehmer

Europakarte.
Team qualifiziert für die Europameisterschaft 2024
Team in der Qualifikation gescheitert
Team von der Teilnahme ausgeschlossen
keine Teilnahme an der Qualifikation

### Verbände
Die Teilnehmerzahl wurde zur Europameisterschaft 2024 von 16 auf 24 Nationalmannschaften aufgestockt.
Qualifiziert waren:
- die drei Co-Gastgeber (Österreich, Ungarn und Schweiz),
- der Sieger der Europameisterschaft 2022 (Norwegen) sowie
- 20 in Qualifikationsspielen ermittelte Teams (Rumänien, Frankreich, Spanien, Niederlande, Montenegro, Schweden, Dänemark, Nordmazedonien, Kroatien, Deutschland, Ukraine, Tschechien, Slowenien, Serbien, Island, Polen, Türkei, Portugal, Slowakei, Färöer)

Die Verbände der Türkei und der Färöer nahmen zum ersten Mal an einer Europameisterschaft teil. An allen bisherigen 15 Austragungen nahmen die Verbände Norwegens, Ungarns, Dänemarks und Deutschlands teil. Alle bisherigen Titelträger (Norwegen 9 ×, Dänemark 3 × sowie Frankreich, Montenegro und Ungarn je 1 ×) nehmen auch an der Europameisterschaft 2024 teil.

### Spielerinnen
Ende Oktober 2024 hatten die teilnehmenden Verbände einen bis zu 35 Spielerinnen bestehenden Kader an die EHF gemeldet. Aus diesem Kader mussten die Verbände 20 Spielerinnen als Delegation benennen, zuzüglich acht Offiziellen.
Vor jedem Spiel waren aus dem Kreis der Delegation 16 Spielerinnen und vier Offizielle zu nominieren. Maximal zwei Spielerinnen konnten während der Vorrunde durch zwei neue Spielerinnen aus dem ursprünglichen Kontingent ersetzt werden. Auch während der Hauptrunde sowie während der Finalrunde konnten maximal zwei Spielerinnen ersetzt werden. Kehrte eine ersetzte Spielerin zurück, zählte dies als weiterer Ersatz und wurde zur Gesamtzahl der Ersatzspielerinnen addiert. Grundsätzlich konnten somit maximal sechs Spielerinnen während des gesamten Turniers ersetzt werden.

## Auslosung der Vorrundengruppen
Die Vorrundengruppen wurden am 18. April 2024 in Wien ausgelost.
Für die Auslosung wurden die Mannschaften in vier Lostöpfe aufgeteilt, basierend auf den Qualifikationsspielen und der Platzierung bei der Europameisterschaft 2022.
- Topf 1: Norwegen, Dänemark, Montenegro, Frankreich, Schweden, Niederlande
- Topf 2: Deutschland, Spanien, Rumänien, Ungarn, Schweiz, Österreich
- Topf 3: Slowenien, Kroatien, Polen, Serbien, Nordmazedonien, Island
- Topf 4: Tschechien, Ukraine, Türkei, Färöer, Portugal, Slowakei

Die Gastgeber waren vorab für eine Gruppe gesetzt (jeweils im Heimatland). Bei der Festlegung der gesetzten Startplätze noch nicht qualifiziert waren Montenegro, Frankreich  und Deutschland. In jeder Gruppe spielt je eine Mannschaft aus den vier Lostöpfen.
Die sechs gesetzten Teams wurden vor der Auslosung wie folgt den Gruppen zugeteilt: Ungarn in Gruppe A Reihe 2, Schweiz in Gruppe D Reihe 2, Österreich in Gruppe E Reihe 2, Montenegro in Gruppe B Reihe 1, Frankreich in Gruppe C Reihe 1 sowie Deutschland in Gruppe F Reihe 2. Im ersten Schritt wurden die verbliebenen zwei Teams aus Lostopf 2 (Spanien, Rumänien) zur Reihe 2 der Gruppen gelost. In Schritt 2 wurden die verbleibenden vier Teams aus Lostopf 1 (Norwegen, Dänemark, Schweden, Niederlande) in die erste Reihe der Gruppen zugelost. Schritt 3 beinhaltete die Zuteilung der sechs Teams aus Lostopf 4 (Tschechien, Ukraine, Türkei, Färöer, Portugal, Slowakei) in die Reihe 4 der Gruppen. Im vierten und letzten Schritt wurden dann noch die sechs Teams aus dem Lostopf 3 (Slowenien, Kroatien, Polen, Serbien, Nordmazedonien, Island) in die Gruppenreihe 3 zugelost.
| Gruppe A Ungarn Debrecen | Gruppe B Ungarn Debrecen | Gruppe C Schweiz Basel | Gruppe D Schweiz Basel | Gruppe E Österreich Innsbruck | Gruppe F Österreich Innsbruck |
| ------------------------ | ------------------------ | ---------------------- | ---------------------- | ----------------------------- | ----------------------------- |
| Schweden                 | Montenegro (gesetzt)     | Frankreich (gesetzt)   | Dänemark               | Norwegen                      | Niederlande                   |
| Ungarn (gesetzt)         | Rumänien                 | Spanien                | Schweiz (gesetzt)      | Österreich (gesetzt)          | Deutschland (gesetzt)         |
| Türkei                   | Serbien                  | Polen                  | Kroatien               | Slowenien                     | Island                        |
| Nordmazedonien           | Tschechien               | Portugal               | Färöer                 | Slowakei                      | Ukraine                       |

## Turnierverlauf
Das Turnier wurde mit einer Vorrunde, einer Hauptrunde und den Finalspielen gespielt, Spielorte waren Basel, Debrecen, Innsbruck und Wien. Am 28. November 2024 wurde in Debrecen das Eröffnungsspiel ausgetragen; die ungarische und die türkische Auswahl trafen dabei aufeinander.

### Vorrunde
Die Vorrunde, an der die 24 qualifizierten Mannschaften teilnahmen, wurde in sechs Gruppen zu je vier Mannschaften mit einfachen Spielen jeder gegen jeden ausgetragen. Die am Ende der Vorrunde auf den Rängen 1 bzw. 2 der Gruppen platzierten Teams zogen in die Hauptrunde ein.

#### Gruppe A
Die Spiele der Vorrundengruppe A wurden vom 28. November bis 2. Dezember 2024 in Debrecen ausgetragen.
| Pl. | Land           | Sp. | S | U | N | Tore     | Diff. | Punkte |
| --- | -------------- | --- | - | - | - | -------- | ----- | ------ |
| 1.  | Ungarn         | 3   | 3 | 0 | 0 | 091:680  | +23   | 6      |
| 2.  | Schweden       | 3   | 2 | 0 | 1 | 0100:690 | +31   | 4      |
| 3.  | Nordmazedonien | 3   | 0 | 1 | 2 | 062:820  | −20   | 1      |
| 4.  | Türkei         | 3   | 0 | 1 | 2 | 068:1020 | −34   | 1      |

Mannschaft qualifizierte sich für die Hauptrunde (Gruppe I)
| 28. November 2024 18:00 Uhr | Ungarn                                  | 30:24        | Türkei               | Főnix Aréna, Debrecen Zuschauer: 2927 Schiedsrichter: Praštalo / Balvan |
| 28. November 2024 18:00 Uhr | meiste Tore: Klujber, Győri-Lukács je 6 | (13:8)       | meiste Tore: İskit 5 | Főnix Aréna, Debrecen Zuschauer: 2927 Schiedsrichter: Praštalo / Balvan |
| 28. November 2024 18:00 Uhr | Strafen: 1×                             | Spielbericht | Strafen: 2×          | Főnix Aréna, Debrecen Zuschauer: 2927 Schiedsrichter: Praštalo / Balvan |

| 28. November 2024 20:30 Uhr | Schweden              | 28:18        | Nordmazedonien                   | Főnix Aréna, Debrecen Zuschauer: 580 Schiedsrichter: Pobedrina / Duplij |
| 28. November 2024 20:30 Uhr | meiste Tore: Hagman 9 | (15:7)       | meiste Tore: 4 Spielerinnen je 3 | Főnix Aréna, Debrecen Zuschauer: 580 Schiedsrichter: Pobedrina / Duplij |
| 28. November 2024 20:30 Uhr | Strafen: 2×           | Spielbericht | Strafen: 5×                      | Főnix Aréna, Debrecen Zuschauer: 580 Schiedsrichter: Pobedrina / Duplij |

| 30. November 2024 18:00 Uhr | Schweden               | 25:32        | Ungarn                 | Főnix Aréna, Debrecen Zuschauer: 4163 Schiedsrichter: Weijmans / Wolbertus |
| 30. November 2024 18:00 Uhr | meiste Tore: Carlson 6 | (13:16)      | meiste Tore: Klujber 8 | Főnix Aréna, Debrecen Zuschauer: 4163 Schiedsrichter: Weijmans / Wolbertus |
| 30. November 2024 18:00 Uhr | Strafen: 2×            | Spielbericht | Strafen: 5×            | Főnix Aréna, Debrecen Zuschauer: 4163 Schiedsrichter: Weijmans / Wolbertus |

| 30. November 2024 20:30 Uhr | Nordmazedonien           | 25:25        | Türkei                  | Főnix Aréna, Debrecen Zuschauer: 2160 Schiedsrichter: Braseth / Sundet |
| 30. November 2024 20:30 Uhr | meiste Tore: Ristovska 8 | (12:15)      | meiste Tore: Gökdemir 7 | Főnix Aréna, Debrecen Zuschauer: 2160 Schiedsrichter: Braseth / Sundet |
| 30. November 2024 20:30 Uhr | Strafen: 5×              | Spielbericht | Strafen: 3×             | Főnix Aréna, Debrecen Zuschauer: 2160 Schiedsrichter: Braseth / Sundet |

| 2. Dezember 2024 18:00 Uhr | Nordmazedonien           | 19:29        | Ungarn                          | Főnix Aréna, Debrecen Zuschauer: 3409 Schiedsrichter: Hansen, Jensen |
| 2. Dezember 2024 18:00 Uhr | meiste Tore: Ristovska 6 | (10:11)      | meiste Tore: Szöllősi-Schatzl 6 | Főnix Aréna, Debrecen Zuschauer: 3409 Schiedsrichter: Hansen, Jensen |
| 2. Dezember 2024 18:00 Uhr | Strafen: 5×              | Spielbericht | Strafen: 4×                     | Főnix Aréna, Debrecen Zuschauer: 3409 Schiedsrichter: Hansen, Jensen |

| 2. Dezember 2024 20:30 Uhr | Türkei                                        | 19:47        | Schweden               | Főnix Aréna, Debrecen Zuschauer: 1970 Schiedsrichter: Brkić / Jusufhodžić |
| 2. Dezember 2024 20:30 Uhr | meiste Tore: Aydın, Akgün Göktepe, Cetin je 3 | (12:25)      | meiste Tore: Hagman 11 | Főnix Aréna, Debrecen Zuschauer: 1970 Schiedsrichter: Brkić / Jusufhodžić |
| 2. Dezember 2024 20:30 Uhr | Strafen: 3× 1×                                | Spielbericht | Strafen: 4×            | Főnix Aréna, Debrecen Zuschauer: 1970 Schiedsrichter: Brkić / Jusufhodžić |

#### Gruppe B
Die Spiele der Vorrundengruppe B wurden vom 29. November bis 3. Dezember 2024 in Debrecen ausgetragen.
| Pl. | Land       | Sp. | S | U | N | Tore    | Diff. | Punkte |
| --- | ---------- | --- | - | - | - | ------- | ----- | ------ |
| 1.  | Montenegro | 3   | 3 | 0 | 0 | 079:640 | +15   | 6      |
| 2.  | Rumänien   | 3   | 2 | 0 | 1 | 081:800 | +1    | 4      |
| 3.  | Tschechien | 3   | 1 | 0 | 2 | 076:810 | −5    | 2      |
| 4.  | Serbien    | 3   | 0 | 0 | 3 | 067:780 | −11   | 0      |

Mannschaft qualifizierte sich für die Hauptrunde (Gruppe I)
| 29. November 2024 18:00 Uhr | Rumänien               | 29:28        | Tschechien                | Főnix Aréna, Debrecen Zuschauer: 2240 Schiedsrichter: Brkić / Jusufhodžić |
| 29. November 2024 18:00 Uhr | meiste Tore: Bazaliu 9 | (11:13)      | meiste Tore: Cholevová 11 | Főnix Aréna, Debrecen Zuschauer: 2240 Schiedsrichter: Brkić / Jusufhodžić |
| 29. November 2024 18:00 Uhr | Strafen: 2×            | Spielbericht | Strafen: 1×               | Főnix Aréna, Debrecen Zuschauer: 2240 Schiedsrichter: Brkić / Jusufhodžić |

| 29. November 2024 20:30 Uhr | Montenegro               | 24:18        | Serbien                | Főnix Aréna, Debrecen Zuschauer: 2036 Schiedsrichter: A. Covalciuc / I. Covalciuc |
| 29. November 2024 20:30 Uhr | meiste Tore: Jauković 11 | (11:8)       | meiste Tore: Jovović 7 | Főnix Aréna, Debrecen Zuschauer: 2036 Schiedsrichter: A. Covalciuc / I. Covalciuc |
| 29. November 2024 20:30 Uhr | Strafen: 7×              | Spielbericht | Strafen: 2×            | Főnix Aréna, Debrecen Zuschauer: 2036 Schiedsrichter: A. Covalciuc / I. Covalciuc |

| 1. Dezember 2024 18:00 Uhr | Montenegro            | 27:25        | Rumänien                   | Főnix Aréna, Debrecen Zuschauer: 2074 Schiedsrichter: Backović / Palačković |
| 1. Dezember 2024 18:00 Uhr | meiste Tore: Mugoša 8 | (16:12)      | meiste Tore: Seraficeanu 6 | Főnix Aréna, Debrecen Zuschauer: 2074 Schiedsrichter: Backović / Palačković |
| 1. Dezember 2024 18:00 Uhr | Strafen: 1× 4×        | Spielbericht | Strafen: 2× 4×             | Főnix Aréna, Debrecen Zuschauer: 2074 Schiedsrichter: Backović / Palačković |

| 1. Dezember 2024 20:30 Uhr | Serbien                   | 24:27        | Tschechien                             | Főnix Aréna, Debrecen Zuschauer: 1070 Schiedsrichter: Barysas / Petrušis |
| 1. Dezember 2024 20:30 Uhr | meiste Tore: Janjušević 9 | (13:14)      | meiste Tore: Jeřábková, Cholevová je 8 | Főnix Aréna, Debrecen Zuschauer: 1070 Schiedsrichter: Barysas / Petrušis |
| 1. Dezember 2024 20:30 Uhr | Strafen: 1×               | Spielbericht | Strafen: 1× 3×                         | Főnix Aréna, Debrecen Zuschauer: 1070 Schiedsrichter: Barysas / Petrušis |

| 3. Dezember 2024 18:00 Uhr | Serbien                   | 25:27        | Rumänien                              | Főnix Aréna, Debrecen Zuschauer: 1366 Schiedsrichter: Braseth / Sundet |
| 3. Dezember 2024 18:00 Uhr | meiste Tore: Janjušević 7 | (16:13)      | meiste Tore: Stoica, Seraficeanu je 5 | Főnix Aréna, Debrecen Zuschauer: 1366 Schiedsrichter: Braseth / Sundet |
| 3. Dezember 2024 18:00 Uhr | Strafen: 7×               | Spielbericht | Strafen: 1× 4×                        | Főnix Aréna, Debrecen Zuschauer: 1366 Schiedsrichter: Braseth / Sundet |

| 3. Dezember 2024 20:30 Uhr | Tschechien                            | 21:28        | Montenegro              | Főnix Aréna, Debrecen Zuschauer: 1404 Schiedsrichter: Weijmans / Wolbertus |
| 3. Dezember 2024 20:30 Uhr | meiste Tore: Franková, Jeřábková je 4 | (4:12)       | meiste Tore: Jauković 8 | Főnix Aréna, Debrecen Zuschauer: 1404 Schiedsrichter: Weijmans / Wolbertus |
| 3. Dezember 2024 20:30 Uhr | Strafen: 1× 6×                        | Spielbericht | Strafen: 5× 1×          | Főnix Aréna, Debrecen Zuschauer: 1404 Schiedsrichter: Weijmans / Wolbertus |

#### Gruppe C
Die Spiele der Vorrundengruppe C wurden vom 28. November bis 2. Dezember 2024 in Basel ausgetragen.
| Pl. | Land       | Sp. | S | U | N | Tore    | Diff. | Punkte |
| --- | ---------- | --- | - | - | - | ------- | ----- | ------ |
| 1.  | Frankreich | 3   | 3 | 0 | 0 | 087:600 | +27   | 6      |
| 2.  | Polen      | 3   | 2 | 0 | 1 | 070:790 | −9    | 4      |
| 3.  | Spanien    | 3   | 1 | 0 | 2 | 075:740 | +1    | 2      |
| 4.  | Portugal   | 3   | 0 | 0 | 3 | 061:800 | −19   | 0      |

Mannschaft qualifizierte sich für die Hauptrunde (Gruppe I)
| 28. November 2024 18:00 Uhr | Spanien               | 30:24        | Portugal               | St. Jakobshalle, Basel Zuschauer: 2669 Schiedsrichter: Backović / Palačković |
| 28. November 2024 18:00 Uhr | meiste Tore: Campos 8 | (12:12)      | meiste Tore: Resende 8 | St. Jakobshalle, Basel Zuschauer: 2669 Schiedsrichter: Backović / Palačković |
| 28. November 2024 18:00 Uhr | Strafen: 2×           | Spielbericht | Strafen: 1× 3×         | St. Jakobshalle, Basel Zuschauer: 2669 Schiedsrichter: Backović / Palačković |

| 28. November 2024 20:30 Uhr | Frankreich              | 35:22        | Polen                     | St. Jakobshalle, Basel Zuschauer: 2682 Schiedsrichter: Hansen / Jensen |
| 28. November 2024 20:30 Uhr | meiste Tore: Coatanea 5 | (18:10)      | meiste Tore: Uścinowicz 4 | St. Jakobshalle, Basel Zuschauer: 2682 Schiedsrichter: Hansen / Jensen |
| 28. November 2024 20:30 Uhr | Strafen: 1×             | Spielbericht | Strafen: 1× 4×            | St. Jakobshalle, Basel Zuschauer: 2682 Schiedsrichter: Hansen / Jensen |

| 30. November 2024 15:30 Uhr | Polen                     | 22:21        | Portugal             | St. Jakobshalle, Basel Zuschauer: 3663 Schiedsrichter: Dojtschinow / Gorezow |
| 30. November 2024 15:30 Uhr | meiste Tore: Kobylińska 7 | (11:10)      | meiste Tore: Lopes 5 | St. Jakobshalle, Basel Zuschauer: 3663 Schiedsrichter: Dojtschinow / Gorezow |
| 30. November 2024 15:30 Uhr | Strafen: 2× 4×            | Spielbericht | Strafen: 1× 6×       | St. Jakobshalle, Basel Zuschauer: 3663 Schiedsrichter: Dojtschinow / Gorezow |

| 30. November 2024 18:00 Uhr | Frankreich               | 24:22        | Spanien                   | St. Jakobshalle, Basel Zuschauer: 4056 Schiedsrichter: Merisi / Pepe |
| 30. November 2024 18:00 Uhr | meiste Tore: Valentini 6 | (10:11)      | meiste Tore: So Delgado 9 | St. Jakobshalle, Basel Zuschauer: 4056 Schiedsrichter: Merisi / Pepe |
| 30. November 2024 18:00 Uhr | Strafen: 1× 3×           | Spielbericht | Strafen: 1× 3×            | St. Jakobshalle, Basel Zuschauer: 4056 Schiedsrichter: Merisi / Pepe |

| 2. Dezember 2024 18:00 Uhr | Polen                 | 26:23        | Spanien                           | St. Jakobshalle, Basel Zuschauer: 1425 Schiedsrichter: A. Covalciuc / I. Covalciuc |
| 2. Dezember 2024 18:00 Uhr | meiste Tore: Rosiak 6 | (14:12)      | meiste Tore: Vegué, Erauskin je 6 | St. Jakobshalle, Basel Zuschauer: 1425 Schiedsrichter: A. Covalciuc / I. Covalciuc |
| 2. Dezember 2024 18:00 Uhr | Strafen: 8× 1×        | Spielbericht | Strafen: 1×                       | St. Jakobshalle, Basel Zuschauer: 1425 Schiedsrichter: A. Covalciuc / I. Covalciuc |

| 2. Dezember 2024 20:30 Uhr | Portugal                | 16:28        | Frankreich                          | St. Jakobshalle, Basel Zuschauer: 1349 Schiedsrichter: Pobedrina / Duplij |
| 2. Dezember 2024 20:30 Uhr | meiste Tore: Sequeira 4 | (8:16)       | meiste Tore: Toublanc, Bouktit je 5 | St. Jakobshalle, Basel Zuschauer: 1349 Schiedsrichter: Pobedrina / Duplij |
| 2. Dezember 2024 20:30 Uhr | Strafen: 1×             | Spielbericht | Strafen: 2×                         | St. Jakobshalle, Basel Zuschauer: 1349 Schiedsrichter: Pobedrina / Duplij |

#### Gruppe D
Die Spiele der Vorrundengruppe D wurden vom 29. November bis 3. Dezember 2024 in Basel ausgetragen.
| Pl. | Land            | Sp. | S | U | N | Tore     | Diff. | Punkte |
| --- | --------------- | --- | - | - | - | -------- | ----- | ------ |
| 1.  | Dänemark        | 3   | 3 | 0 | 0 | 0102:800 | +22   | 6      |
| 2.  | Schweiz         | 3   | 2 | 0 | 1 | 084:820  | +2    | 4      |
| 3.  | Färöer Anm. 1   | 3   | 0 | 1 | 2 | 066:780  | −12   | 1      |
| 4.  | Kroatien Anm. 1 | 3   | 0 | 1 | 2 | 065:770  | −12   | 1      |

Mannschaft qualifizierte sich für die Hauptrunde (Gruppe II)
Anm. 1 Färöer und Kroatien hatten je einen Punkt. Der direkte Vergleich, der in diesem Fall herangezogen wird, ging unentschieden aus. Da beide auch aus allen Spielen jeweils eine Tordifferenz von −12 hatten, entschieden letztlich die insgesamt mehr erzielten Tore über die Platzierung.
| 29. November 2024 18:00 Uhr | Schweiz                 | 28:25        | Färöer                                | St. Jakobshalle, Basel Zuschauer: 4670 Schiedsrichter: Barysas / Petrušis |
| 29. November 2024 18:00 Uhr | meiste Tore: Gautschi 8 | (13:7)       | meiste Tore: Brandenborg, Mittún je 7 | St. Jakobshalle, Basel Zuschauer: 4670 Schiedsrichter: Barysas / Petrušis |
| 29. November 2024 18:00 Uhr | Strafen: 2×             | Spielbericht | Strafen: 4×                           | St. Jakobshalle, Basel Zuschauer: 4670 Schiedsrichter: Barysas / Petrušis |

| 29. November 2024 20:30 Uhr | Dänemark              | 34:26        | Kroatien                | St. Jakobshalle, Basel Zuschauer: 4538 Schiedsrichter: Lidacka / Lesiak |
| 29. November 2024 20:30 Uhr | meiste Tore: Møller 7 | (16:13)      | meiste Tore: Pavlović 6 | St. Jakobshalle, Basel Zuschauer: 4538 Schiedsrichter: Lidacka / Lesiak |
| 29. November 2024 20:30 Uhr | Strafen: 5×           | Spielbericht | Strafen: 4×             | St. Jakobshalle, Basel Zuschauer: 4538 Schiedsrichter: Lidacka / Lesiak |

| 1. Dezember 2024 15:30 Uhr | Kroatien             | 17:17        | Färöer                | St. Jakobshalle, Basel Zuschauer: 4855 Schiedsrichter: Dojtschinow / Gorezow |
| 1. Dezember 2024 15:30 Uhr | meiste Tore: Ježić 5 | (9:8)        | meiste Tore: Mittún 5 | St. Jakobshalle, Basel Zuschauer: 4855 Schiedsrichter: Dojtschinow / Gorezow |
| 1. Dezember 2024 15:30 Uhr | Strafen: 2× 3×       | Spielbericht | Strafen: 1×           | St. Jakobshalle, Basel Zuschauer: 4855 Schiedsrichter: Dojtschinow / Gorezow |

| 1. Dezember 2024 18:00 Uhr | Dänemark             | 35:30        | Schweiz               | St. Jakobshalle, Basel Zuschauer: 5423 Schiedsrichter: Merisi / Pepe |
| 1. Dezember 2024 18:00 Uhr | meiste Tore: Friis 9 | (19:15)      | meiste Tore: Schmid 8 | St. Jakobshalle, Basel Zuschauer: 5423 Schiedsrichter: Merisi / Pepe |
| 1. Dezember 2024 18:00 Uhr | Strafen: 1× 3×       | Spielbericht | Strafen: 1× 2×        | St. Jakobshalle, Basel Zuschauer: 5423 Schiedsrichter: Merisi / Pepe |

| 3. Dezember 2024 18:00 Uhr | Färöer                      | 24:33        | Dänemark              | St. Jakobshalle, Basel Zuschauer: 3074 Schiedsrichter: Altmár / Horváth |
| 3. Dezember 2024 18:00 Uhr | meiste Tore: Brandenborg 10 | (8:15)       | meiste Tore: Jensen 5 | St. Jakobshalle, Basel Zuschauer: 3074 Schiedsrichter: Altmár / Horváth |
| 3. Dezember 2024 18:00 Uhr | Strafen: 1× 2× 1×           | Spielbericht | Strafen: 4×           | St. Jakobshalle, Basel Zuschauer: 3074 Schiedsrichter: Altmár / Horváth |

| 3. Dezember 2024 20:30 Uhr | Kroatien                          | 22:26        | Schweiz                           | St. Jakobshalle, Basel Zuschauer: 3826 Schiedsrichter: Carmaux / Mursch |
| 3. Dezember 2024 20:30 Uhr | meiste Tore: Barišić, Birtić je 5 | (10:16)      | meiste Tore: Baumann, Schmid je 6 | St. Jakobshalle, Basel Zuschauer: 3826 Schiedsrichter: Carmaux / Mursch |
| 3. Dezember 2024 20:30 Uhr | Strafen: 4×                       | Spielbericht | Strafen: 1× 2×                    | St. Jakobshalle, Basel Zuschauer: 3826 Schiedsrichter: Carmaux / Mursch |

#### Gruppe E
Die Spiele der Vorrundengruppe E wurden vom 28. November bis 2. Dezember 2024 in Innsbruck ausgetragen.
| Pl. | Land       | Sp. | S | U | N | Tore     | Diff. | Punkte |
| --- | ---------- | --- | - | - | - | -------- | ----- | ------ |
| 1.  | Norwegen   | 3   | 3 | 0 | 0 | 0109:650 | +44   | 6      |
| 2.  | Slowenien  | 3   | 2 | 0 | 1 | 088:810  | +7    | 4      |
| 3.  | Österreich | 3   | 1 | 0 | 2 | 085:870  | −2    | 2      |
| 4.  | Slowakei   | 3   | 0 | 0 | 3 | 063:1120 | −49   | 0      |

Mannschaft qualifizierte sich für die Hauptrunde (Gruppe II)
| 28. November 2024 18:00 Uhr | Österreich                                 | 37:24        | Slowakei             | Olympiahalle Innsbruck, Innsbruck Zuschauer: 2414 Schiedsrichter: Lovin / Stancu |
| 28. November 2024 18:00 Uhr | meiste Tore: Ivančok-Šoltić, Reichert je 8 | (17:11)      | meiste Tore: Lancz 9 | Olympiahalle Innsbruck, Innsbruck Zuschauer: 2414 Schiedsrichter: Lovin / Stancu |
| 28. November 2024 18:00 Uhr | Strafen: 6×                                | Spielbericht | Strafen: 1×          | Olympiahalle Innsbruck, Innsbruck Zuschauer: 2414 Schiedsrichter: Lovin / Stancu |

| 28. November 2024 20:30 Uhr | Norwegen               | 33:26        | Slowenien             | Olympiahalle Innsbruck, Innsbruck Zuschauer: 1524 Schiedsrichter: Carmaux / Mursch |
| 28. November 2024 20:30 Uhr | meiste Tore: Reistad 9 | (16:11)      | meiste Tore: Stanko 7 | Olympiahalle Innsbruck, Innsbruck Zuschauer: 1524 Schiedsrichter: Carmaux / Mursch |
| 28. November 2024 20:30 Uhr | Strafen: 1× 4×         | Spielbericht | Strafen: 4×           | Olympiahalle Innsbruck, Innsbruck Zuschauer: 1524 Schiedsrichter: Carmaux / Mursch |

| 30. November 2024 18:00 Uhr | Norwegen                | 38:24        | Österreich                                         | Olympiahalle Innsbruck, Innsbruck Zuschauer: 3730 Schiedsrichter: Vujačić / Kažanegra |
| 30. November 2024 18:00 Uhr | meiste Tore: Breistøl 6 | (23:14)      | meiste Tore: Pandza, Ivančok-Šoltić, Hanfland je 4 | Olympiahalle Innsbruck, Innsbruck Zuschauer: 3730 Schiedsrichter: Vujačić / Kažanegra |
| 30. November 2024 18:00 Uhr | Strafen: 4×             | Spielbericht | Strafen: 2×                                        | Olympiahalle Innsbruck, Innsbruck Zuschauer: 3730 Schiedsrichter: Vujačić / Kažanegra |

| 30. November 2024 20:30 Uhr | Slowenien             | 37:24        | Slowakei                  | Olympiahalle Innsbruck, Innsbruck Zuschauer: 1766 Schiedsrichter: Antić / Jakovljević |
| 30. November 2024 20:30 Uhr | meiste Tore: Stanko 9 | (18:10)      | meiste Tore: Šutranová 11 | Olympiahalle Innsbruck, Innsbruck Zuschauer: 1766 Schiedsrichter: Antić / Jakovljević |
| 30. November 2024 20:30 Uhr | Strafen: 8×           | Spielbericht | Strafen: 7×               | Olympiahalle Innsbruck, Innsbruck Zuschauer: 1766 Schiedsrichter: Antić / Jakovljević |

| 2. Dezember 2024 18:00 Uhr | Slowenien             | 25:24        | Österreich              | Olympiahalle Innsbruck, Innsbruck Zuschauer: 3341 Schiedsrichter: Álvarez, Bustamante |
| 2. Dezember 2024 18:00 Uhr | meiste Tore: Stanko 8 | (13:13)      | meiste Tore: Reichert 9 | Olympiahalle Innsbruck, Innsbruck Zuschauer: 3341 Schiedsrichter: Álvarez, Bustamante |
| 2. Dezember 2024 18:00 Uhr | Strafen: 1× 3×        | Spielbericht | Strafen: 1× 3×          | Olympiahalle Innsbruck, Innsbruck Zuschauer: 3341 Schiedsrichter: Álvarez, Bustamante |

| 2. Dezember 2024 20:30 Uhr | Slowakei                 | 15:38        | Norwegen              | Olympiahalle Innsbruck, Innsbruck Zuschauer: 1590 Schiedsrichter: Lidacka / Lesiak |
| 2. Dezember 2024 20:30 Uhr | meiste Tore: Šutranová 5 | (8:20)       | meiste Tore: Herrem 8 | Olympiahalle Innsbruck, Innsbruck Zuschauer: 1590 Schiedsrichter: Lidacka / Lesiak |
| 2. Dezember 2024 20:30 Uhr | Strafen: 1×              | Spielbericht | Strafen: 3×           | Olympiahalle Innsbruck, Innsbruck Zuschauer: 1590 Schiedsrichter: Lidacka / Lesiak |

#### Gruppe F
Die Spiele der Vorrundengruppe F wurden vom 29. November bis 3. Dezember 2024 in Innsbruck ausgetragen.
| Pl. | Land        | Sp. | S | U | N | Tore     | Diff. | Punkte |
| --- | ----------- | --- | - | - | - | -------- | ----- | ------ |
| 1.  | Niederlande | 3   | 3 | 0 | 0 | 099:700  | +29   | 6      |
| 2.  | Deutschland | 3   | 2 | 0 | 1 | 082:650  | +17   | 4      |
| 3.  | Island      | 3   | 1 | 0 | 2 | 071:810  | −10   | 2      |
| 4.  | Ukraine     | 3   | 0 | 0 | 3 | 064:1000 | −36   | 0      |

Mannschaft qualifizierte sich für die Hauptrunde (Gruppe II)
| 29. November 2024 18:00 Uhr | Niederlande                                   | 27:25        | Island                       | Olympiahalle Innsbruck, Innsbruck Zuschauer: 2076 Schiedsrichter: Altmár / Horváth |
| 29. November 2024 18:00 Uhr | meiste Tore: Nüsser, Malestein, Housheer je 5 | (12:12)      | meiste Tore: Albertsdóttir 8 | Olympiahalle Innsbruck, Innsbruck Zuschauer: 2076 Schiedsrichter: Altmár / Horváth |
| 29. November 2024 18:00 Uhr | Strafen: 5×                                   | Spielbericht | Strafen: 1× 2×               | Olympiahalle Innsbruck, Innsbruck Zuschauer: 2076 Schiedsrichter: Altmár / Horváth |

| 29. November 2024 20:30 Uhr | Deutschland              | 30:17        | Ukraine                 | Olympiahalle Innsbruck, Innsbruck Zuschauer: 2437 Schiedsrichter: Antić / Jakovljević |
| 29. November 2024 20:30 Uhr | meiste Tore: Grijseels 6 | (15:9)       | meiste Tore: Horilska 4 | Olympiahalle Innsbruck, Innsbruck Zuschauer: 2437 Schiedsrichter: Antić / Jakovljević |
| 29. November 2024 20:30 Uhr | Strafen: 1× 6×           | Spielbericht | Strafen: 5×             | Olympiahalle Innsbruck, Innsbruck Zuschauer: 2437 Schiedsrichter: Antić / Jakovljević |

| 1. Dezember 2024 18:00 Uhr | Niederlande             | 29:22        | Deutschland              | Olympiahalle Innsbruck, Innsbruck Zuschauer: 2437 Schiedsrichter: Álvarez, Bustamante |
| 1. Dezember 2024 18:00 Uhr | meiste Tore: Housheer 7 | (15:14)      | meiste Tore: Grijseels 5 | Olympiahalle Innsbruck, Innsbruck Zuschauer: 2437 Schiedsrichter: Álvarez, Bustamante |
| 1. Dezember 2024 18:00 Uhr | Strafen: 1× 4×          | Spielbericht | Strafen: 1× 4×           | Olympiahalle Innsbruck, Innsbruck Zuschauer: 2437 Schiedsrichter: Álvarez, Bustamante |

| 1. Dezember 2024 20:30 Uhr | Island                       | 27:24        | Ukraine                 | Olympiahalle Innsbruck, Innsbruck Zuschauer: 1155 Schiedsrichter: Lovin / Stancu |
| 1. Dezember 2024 20:30 Uhr | meiste Tore: Albertsdóttir 7 | (16:9)       | meiste Tore: Smbatjan 8 | Olympiahalle Innsbruck, Innsbruck Zuschauer: 1155 Schiedsrichter: Lovin / Stancu |
| 1. Dezember 2024 20:30 Uhr | Strafen: 6× 1×               | Spielbericht | Strafen: 6× 1×          | Olympiahalle Innsbruck, Innsbruck Zuschauer: 1155 Schiedsrichter: Lovin / Stancu |

| 3. Dezember 2024 18:00 Uhr | Ukraine                 | 23:43        | Niederlande           | Olympiahalle Innsbruck, Innsbruck Zuschauer: 1019 Schiedsrichter: Vujačić / Kažanegra |
| 3. Dezember 2024 18:00 Uhr | meiste Tore: Smbatjan 7 | (12:24)      | meiste Tore: Dekker 9 | Olympiahalle Innsbruck, Innsbruck Zuschauer: 1019 Schiedsrichter: Vujačić / Kažanegra |
| 3. Dezember 2024 18:00 Uhr | Strafen: 1× 4×          | Spielbericht | Strafen: 5×           | Olympiahalle Innsbruck, Innsbruck Zuschauer: 1019 Schiedsrichter: Vujačić / Kažanegra |

| 3. Dezember 2024 20:30 Uhr | Island                       | 19:30        | Deutschland          | Olympiahalle Innsbruck, Innsbruck Zuschauer: 2056 Schiedsrichter: Praštalo / Balvan |
| 3. Dezember 2024 20:30 Uhr | meiste Tore: Albertsdóttir 6 | (10:14)      | meiste Tore: Engel 7 | Olympiahalle Innsbruck, Innsbruck Zuschauer: 2056 Schiedsrichter: Praštalo / Balvan |
| 3. Dezember 2024 20:30 Uhr | Strafen: 2× 3×               | Spielbericht | Strafen: 2×          | Olympiahalle Innsbruck, Innsbruck Zuschauer: 2056 Schiedsrichter: Praštalo / Balvan |

### Hauptrunde
An der Hauptrunde nehmen die zwölf Mannschaften teil, die in der Vorrunde die Ränge 1 bzw. 2 ihrer Gruppe belegt hatten. Die Ergebnisse der Spiele gegeneinander in der Vorrunde werden übernommen. Die Teams, die am Ende die Plätze 1 und 2 belegt haben (in der Gruppentabelle grün markiert), ziehen in das Halbfinale ein. Die beiden Drittplatzierten (in der Gruppentabelle gelb markiert) spielen gegeneinander um Platz 5 des Turniers.

#### Gruppe I
Die Hauptrundenspiele der Gruppe I fanden vom 5. bis 10. Dezember 2024 in Debrecen statt. In dieser Gruppe spielten die Erst- und Zweitplatzierten der Vorrundengruppen A, B und C. Ungarn, Frankreich und Montenegro hatten aus der Vorrunde je zwei Punkte mitgenommen.
| Pl. | Land              | Sp. | S | U | N | Tore      | Diff. | Punkte |
| --- | ----------------- | --- | - | - | - | --------- | ----- | ------ |
| 1.  | Frankreich        | 5   | 5 | 0 | 0 | 0157:1240 | +33   | 10     |
| 2.  | Ungarn            | 5   | 4 | 0 | 1 | 0153:1250 | +28   | 8      |
| 3.  | Schweden Anm. 1   | 5   | 2 | 0 | 3 | 0133:1370 | −4    | 4      |
| 4.  | Montenegro Anm. 1 | 5   | 2 | 0 | 3 | 0124:1350 | −11   | 4      |
| 5.  | Polen Anm. 2      | 5   | 1 | 0 | 4 | 0125:1530 | −28   | 2      |
| 6.  | Rumänien Anm. 2   | 5   | 1 | 0 | 4 | 0128:1460 | −18   | 2      |

Mannschaft qualifizierte sich für das Halbfinale
Mannschaft qualifizierte sich für das Spiel um Platz 5
Anm. 1 Bei Punktgleichheit entscheidet über die Platzierung zunächst der direkte Vergleich, also das Spiel der punktgleichen Mannschaften gegeneinander. Schweden und Montenegro trennten sich in der Hauptrunde im letzten Spiel mit 25:24.
Anm. 2 Bei Punktgleichheit entscheidet über die Platzierung zunächst der direkte Vergleich, also das Spiel der punktgleichen Mannschaften gegeneinander. Polen gewann dieses Spiel gegen Rumänien in der Hauptrunde im letzten Spiel mit 29:24.
| 5. Dezember 2024 15:30 Uhr | Schweden              | 33:25        | Polen                     | Főnix Aréna, Debrecen Zuschauer: 786 Schiedsrichter: Antić / Jakovljević |
| 5. Dezember 2024 15:30 Uhr | meiste Tore: Hagman 9 | (17:15)      | meiste Tore: Kobylińska 6 | Főnix Aréna, Debrecen Zuschauer: 786 Schiedsrichter: Antić / Jakovljević |
| 5. Dezember 2024 15:30 Uhr | Strafen: 4×           | Spielbericht | Strafen: 1× 6× 1×         | Főnix Aréna, Debrecen Zuschauer: 786 Schiedsrichter: Antić / Jakovljević |

| 5. Dezember 2024 18:00 Uhr | Frankreich               | 30:25        | Rumänien               | Főnix Aréna, Debrecen Zuschauer: 1481 Schiedsrichter: Hansen / Jensen |
| 5. Dezember 2024 18:00 Uhr | meiste Tore: Valentini 6 | (12:9)       | meiste Tore: Bazaliu 6 | Főnix Aréna, Debrecen Zuschauer: 1481 Schiedsrichter: Hansen / Jensen |
| 5. Dezember 2024 18:00 Uhr | Strafen: 7×              | Spielbericht | Strafen: 1× 5×         | Főnix Aréna, Debrecen Zuschauer: 1481 Schiedsrichter: Hansen / Jensen |

| 5. Dezember 2024 20:30 Uhr | Ungarn                 | 26:20        | Montenegro              | Főnix Aréna, Debrecen Zuschauer: 2.067 Schiedsrichter: Álvarez, Bustamante |
| 5. Dezember 2024 20:30 Uhr | meiste Tore: Klujber 6 | (16:11)      | meiste Tore: Jauković 5 | Főnix Aréna, Debrecen Zuschauer: 2.067 Schiedsrichter: Álvarez, Bustamante |
| 5. Dezember 2024 20:30 Uhr | Strafen: 1× 3×         | Spielbericht | Strafen: 4×             | Főnix Aréna, Debrecen Zuschauer: 2.067 Schiedsrichter: Álvarez, Bustamante |

| 6. Dezember 2024 15:30 Uhr | Schweden                 | 23:25        | Rumänien               | Főnix Aréna, Debrecen Zuschauer: 1520 Schiedsrichter: Weijmans / Wolbertus |
| 6. Dezember 2024 15:30 Uhr | meiste Tore: Lindqvist 5 | (8:12)       | meiste Tore: Bazaliu 8 | Főnix Aréna, Debrecen Zuschauer: 1520 Schiedsrichter: Weijmans / Wolbertus |
| 6. Dezember 2024 15:30 Uhr | Strafen: 2×              | Spielbericht | Strafen: 1×            | Főnix Aréna, Debrecen Zuschauer: 1520 Schiedsrichter: Weijmans / Wolbertus |

| 6. Dezember 2024 18:00 Uhr | Frankreich           | 31:23        | Montenegro               | Főnix Aréna, Debrecen Zuschauer: 2041 Schiedsrichter: Braseth / Sundet |
| 6. Dezember 2024 18:00 Uhr | meiste Tore: Zaadi 7 | (15:11)      | meiste Tore: Pavićević 6 | Főnix Aréna, Debrecen Zuschauer: 2041 Schiedsrichter: Braseth / Sundet |
| 6. Dezember 2024 18:00 Uhr | Strafen: 1× 5× 1×    | Spielbericht | Strafen: 3×              | Főnix Aréna, Debrecen Zuschauer: 2041 Schiedsrichter: Braseth / Sundet |

| 6. Dezember 2024 20:30 Uhr | Ungarn               | 31:21        | Polen                 | Főnix Aréna, Debrecen Zuschauer: 2955 Schiedsrichter: Brkić / Jusufhodžić |
| 6. Dezember 2024 20:30 Uhr | meiste Tore: Vámos 8 | (17:9)       | meiste Tore: Rosiak 4 | Főnix Aréna, Debrecen Zuschauer: 2955 Schiedsrichter: Brkić / Jusufhodžić |
| 6. Dezember 2024 20:30 Uhr | Strafen: 4×          | Spielbericht | Strafen: 5×           | Főnix Aréna, Debrecen Zuschauer: 2955 Schiedsrichter: Brkić / Jusufhodžić |

| 8. Dezember 2024 15:30 Uhr | Montenegro              | 30:28        | Polen                     | Főnix Aréna, Debrecen Zuschauer: 1872 Schiedsrichter: Hansen / Jensen |
| 8. Dezember 2024 15:30 Uhr | meiste Tore: Jauković 8 | (14:14)      | meiste Tore: Kobylińska 6 | Főnix Aréna, Debrecen Zuschauer: 1872 Schiedsrichter: Hansen / Jensen |
| 8. Dezember 2024 15:30 Uhr | Strafen: 8× 1×          | Spielbericht | Strafen: 1× 3× 1×         | Főnix Aréna, Debrecen Zuschauer: 1872 Schiedsrichter: Hansen / Jensen |

| 8. Dezember 2024 18:00 Uhr | Ungarn                  | 37:29        | Rumänien              | Főnix Aréna, Debrecen Zuschauer: 4163 Schiedsrichter: Antić / Jakovljević |
| 8. Dezember 2024 18:00 Uhr | meiste Tore: Klujber 10 | (20:15)      | meiste Tore: Ostase 6 | Főnix Aréna, Debrecen Zuschauer: 4163 Schiedsrichter: Antić / Jakovljević |
| 8. Dezember 2024 18:00 Uhr | Strafen: 3×             | Spielbericht | Strafen: 4× 1×        | Főnix Aréna, Debrecen Zuschauer: 4163 Schiedsrichter: Antić / Jakovljević |

| 8. Dezember 2024 20:30 Uhr | Schweden                         | 27:31        | Frankreich                           | Főnix Aréna, Debrecen Zuschauer: 1679 Schiedsrichter: Brkić / Jusufhodžić |
| 8. Dezember 2024 20:30 Uhr | meiste Tore: Roberts, Axnér je 4 | (13:19)      | meiste Tore: Horacek, Nze Minko je 6 | Főnix Aréna, Debrecen Zuschauer: 1679 Schiedsrichter: Brkić / Jusufhodžić |
| 8. Dezember 2024 20:30 Uhr | Strafen: 1× 4×                   | Spielbericht | Strafen: 4×                          | Főnix Aréna, Debrecen Zuschauer: 1679 Schiedsrichter: Brkić / Jusufhodžić |

| 10. Dezember 2024 15:30 Uhr | Rumänien              | 24:29        | Polen                           | Főnix Aréna, Debrecen Zuschauer: 1273 Schiedsrichter: Braseth / Sundet |
| 10. Dezember 2024 15:30 Uhr | meiste Tore: Grozav 7 | (11:10)      | meiste Tore: Balsam, Nocuń je 5 | Főnix Aréna, Debrecen Zuschauer: 1273 Schiedsrichter: Braseth / Sundet |
| 10. Dezember 2024 15:30 Uhr | Strafen: 5× 1×        | Spielbericht | Strafen: 3× 1×                  | Főnix Aréna, Debrecen Zuschauer: 1273 Schiedsrichter: Braseth / Sundet |

| 10. Dezember 2024 18:00 Uhr | Ungarn                 | 27:30        | Frankreich                         | Főnix Aréna, Debrecen Zuschauer: 3639 Schiedsrichter: Weijmans / Wolbertus |
| 10. Dezember 2024 18:00 Uhr | meiste Tore: Klujber 9 | (13:13)      | meiste Tore: Valentini, Foppa je 5 | Főnix Aréna, Debrecen Zuschauer: 3639 Schiedsrichter: Weijmans / Wolbertus |
| 10. Dezember 2024 18:00 Uhr | Strafen: 1×            | Spielbericht | Strafen: 1× 3×                     | Főnix Aréna, Debrecen Zuschauer: 3639 Schiedsrichter: Weijmans / Wolbertus |

| 10. Dezember 2024 20:30 Uhr | Schweden              | 25:24        | Montenegro              | Főnix Aréna, Debrecen Zuschauer: 1569 Schiedsrichter: Barysas / Petrušis |
| 10. Dezember 2024 20:30 Uhr | meiste Tore: Hagman 6 | (14:14)      | meiste Tore: Jauković 9 | Főnix Aréna, Debrecen Zuschauer: 1569 Schiedsrichter: Barysas / Petrušis |
| 10. Dezember 2024 20:30 Uhr | Strafen: 3×           | Spielbericht | Strafen: 3×             | Főnix Aréna, Debrecen Zuschauer: 1569 Schiedsrichter: Barysas / Petrušis |

#### Gruppe II
Die Hauptrundenspiele der Gruppe II wurden vom 5. bis 11. Dezember 2024 in Wien ausgetragen. In dieser Gruppe spielten die Erst- und Zweitplatzierten der Vorrundengruppen D, E und F. Norwegen, die Niederlande und Dänemark hatten aus der Vorrunde je zwei Punkte mitgenommen.
| Pl. | Land        | Sp. | S | U | N | Tore      | Diff. | Punkte |
| --- | ----------- | --- | - | - | - | --------- | ----- | ------ |
| 1.  | Norwegen    | 5   | 5 | 0 | 0 | 0163:1220 | +41   | 10     |
| 2.  | Dänemark    | 5   | 4 | 0 | 1 | 0152:1310 | +21   | 8      |
| 3.  | Niederlande | 5   | 3 | 0 | 2 | 0139:1340 | +5    | 6      |
| 4.  | Deutschland | 5   | 2 | 0 | 3 | 0142:1340 | +8    | 4      |
| 5.  | Slowenien   | 5   | 1 | 0 | 4 | 0124:1520 | −28   | 2      |
| 6.  | Schweiz     | 5   | 0 | 0 | 5 | 0135:1820 | −47   | 0      |

Mannschaft qualifizierte sich für das Halbfinale
Mannschaft qualifizierte sich für das Spiel um Platz 5
| 5. Dezember 2024 15:30 Uhr | Schweiz               | 27:36        | Deutschland         | Wiener Stadthalle, Wien Zuschauer: 2182 Schiedsrichter: A. Covalciuc / I. Covalciuc |
| 5. Dezember 2024 15:30 Uhr | meiste Tore: Schmid 8 | (14:18)      | meiste Tore: Hauf 6 | Wiener Stadthalle, Wien Zuschauer: 2182 Schiedsrichter: A. Covalciuc / I. Covalciuc |
| 5. Dezember 2024 15:30 Uhr | Strafen: 1×           | Spielbericht | Strafen: 2×         | Wiener Stadthalle, Wien Zuschauer: 2182 Schiedsrichter: A. Covalciuc / I. Covalciuc |

| 5. Dezember 2024 18:00 Uhr | Niederlande              | 26:22        | Slowenien             | Wiener Stadthalle, Wien Zuschauer: 2234 Schiedsrichter: Barysas / Petrušis |
| 5. Dezember 2024 18:00 Uhr | meiste Tore: Malestein 6 | (14:10)      | meiste Tore: Stanko 7 | Wiener Stadthalle, Wien Zuschauer: 2234 Schiedsrichter: Barysas / Petrušis |
| 5. Dezember 2024 18:00 Uhr | Strafen: 1× 3×           | Spielbericht | Strafen: 4×           | Wiener Stadthalle, Wien Zuschauer: 2234 Schiedsrichter: Barysas / Petrušis |

| 5. Dezember 2024 20:30 Uhr | Dänemark                 | 24:27        | Norwegen                         | Wiener Stadthalle, Wien Zuschauer: 2579 Schiedsrichter: Vujačić / Kažanegra |
| 5. Dezember 2024 20:30 Uhr | meiste Tore: A. Hansen 6 | (12:13)      | meiste Tore: Breistøl, Reistad 5 | Wiener Stadthalle, Wien Zuschauer: 2579 Schiedsrichter: Vujačić / Kažanegra |
| 5. Dezember 2024 20:30 Uhr | Strafen: 1× 4×           | Spielbericht | Strafen: 1× 2×                   | Wiener Stadthalle, Wien Zuschauer: 2579 Schiedsrichter: Vujačić / Kažanegra |

| 7. Dezember 2024 15:30 Uhr | Schweiz                              | 25:34        | Slowenien                       | Wiener Stadthalle, Wien Zuschauer: 2612 Schiedsrichter: Praštalo / Balvan |
| 7. Dezember 2024 15:30 Uhr | meiste Tore: Emmenegger, Schmid je 5 | (16:17)      | meiste Tore: Abina, Stanko je 6 | Wiener Stadthalle, Wien Zuschauer: 2612 Schiedsrichter: Praštalo / Balvan |
| 7. Dezember 2024 15:30 Uhr | Strafen: 2× 1×                       | Spielbericht | Strafen: 3×                     | Wiener Stadthalle, Wien Zuschauer: 2612 Schiedsrichter: Praštalo / Balvan |

| 7. Dezember 2024 18:00 Uhr | Dänemark                         | 30:22        | Deutschland         | Wiener Stadthalle, Wien Zuschauer: 4025 Schiedsrichter: Lovin / Stancu |
| 7. Dezember 2024 18:00 Uhr | meiste Tore: Hansen, Jensen je 6 | (15:13)      | meiste Tore: Antl 4 | Wiener Stadthalle, Wien Zuschauer: 4025 Schiedsrichter: Lovin / Stancu |
| 7. Dezember 2024 18:00 Uhr | Strafen: 2×                      | Spielbericht | Strafen: 2×         | Wiener Stadthalle, Wien Zuschauer: 4025 Schiedsrichter: Lovin / Stancu |

| 7. Dezember 2024 20:30 Uhr | Niederlande           | 21:31        | Norwegen              | Wiener Stadthalle, Wien Zuschauer: 3267 Schiedsrichter: Carmaux / Mursch |
| 7. Dezember 2024 20:30 Uhr | meiste Tore: Nüsser 5 | (9:15)       | meiste Tore: Herrem 6 | Wiener Stadthalle, Wien Zuschauer: 3267 Schiedsrichter: Carmaux / Mursch |
| 7. Dezember 2024 20:30 Uhr | Strafen: 2×           | Spielbericht | Strafen: 4×           | Wiener Stadthalle, Wien Zuschauer: 3267 Schiedsrichter: Carmaux / Mursch |

| 9. Dezember 2024 15:30 Uhr | Schweiz                 | 29:37        | Niederlande              | Wiener Stadthalle, Wien Zuschauer: 1714 Schiedsrichter: Vujačić / Kažanegra |
| 9. Dezember 2024 15:30 Uhr | meiste Tore: Gautschi 6 | (17:24)      | meiste Tore: Sprengers 7 | Wiener Stadthalle, Wien Zuschauer: 1714 Schiedsrichter: Vujačić / Kažanegra |
| 9. Dezember 2024 15:30 Uhr | Strafen: 1×             | Spielbericht | Strafen: 1× 2× 1×        | Wiener Stadthalle, Wien Zuschauer: 1714 Schiedsrichter: Vujačić / Kažanegra |

| 9. Dezember 2024 18:00 Uhr | Norwegen               | 32:27        | Deutschland                      | Wiener Stadthalle, Wien Zuschauer: 2677 Schiedsrichter: Praštalo / Balvan |
| 9. Dezember 2024 18:00 Uhr | meiste Tore: Reistad 9 | (19:13)      | meiste Tore: 4 Spielerinnen je 4 | Wiener Stadthalle, Wien Zuschauer: 2677 Schiedsrichter: Praštalo / Balvan |
| 9. Dezember 2024 18:00 Uhr | Strafen: 3×            | Spielbericht | Strafen: 2×                      | Wiener Stadthalle, Wien Zuschauer: 2677 Schiedsrichter: Praštalo / Balvan |

| 9. Dezember 2024 20:30 Uhr | Dänemark                  | 33:27        | Slowenien             | Wiener Stadthalle, Wien Zuschauer: 1719 Schiedsrichter: Álvarez, Bustamante |
| 9. Dezember 2024 20:30 Uhr | meiste Tore: Halilcevic 6 | (17:15)      | meiste Tore: Stanko 8 | Wiener Stadthalle, Wien Zuschauer: 1719 Schiedsrichter: Álvarez, Bustamante |
| 9. Dezember 2024 20:30 Uhr | Strafen: 1× 4×            | Spielbericht | Strafen: 5×           | Wiener Stadthalle, Wien Zuschauer: 1719 Schiedsrichter: Álvarez, Bustamante |

| 11. Dezember 2024 15:30 Uhr | Slowenien                                 | 16:35        | Deutschland         | Wiener Stadthalle, Wien Zuschauer: 1836 Schiedsrichter: Carmaux / Mursch |
| 11. Dezember 2024 15:30 Uhr | meiste Tore: Abina, Stanko, Marković je 3 | (11:17)      | meiste Tore: Lott 6 | Wiener Stadthalle, Wien Zuschauer: 1836 Schiedsrichter: Carmaux / Mursch |
| 11. Dezember 2024 15:30 Uhr | Strafen: 3×                               | Spielbericht | Strafen: 5×         | Wiener Stadthalle, Wien Zuschauer: 1836 Schiedsrichter: Carmaux / Mursch |

| 11. Dezember 2024 18:00 Uhr | Dänemark              | 30:26        | Niederlande              | Wiener Stadthalle, Wien Zuschauer: 2813 Schiedsrichter: A. Covalciuc / I. Covalciuc |
| 11. Dezember 2024 18:00 Uhr | meiste Tore: Hansen 7 | (15:13)      | meiste Tore: Housheer 10 | Wiener Stadthalle, Wien Zuschauer: 2813 Schiedsrichter: A. Covalciuc / I. Covalciuc |
| 11. Dezember 2024 18:00 Uhr | Strafen: 5×           | Spielbericht | Strafen: 1× 4×           | Wiener Stadthalle, Wien Zuschauer: 2813 Schiedsrichter: A. Covalciuc / I. Covalciuc |

| 11. Dezember 2024 20:30 Uhr | Schweiz               | 24:40        | Norwegen                          | Wiener Stadthalle, Wien Zuschauer: 1521 Schiedsrichter: Lovin / Stancu |
| 11. Dezember 2024 20:30 Uhr | meiste Tore: Schmid 7 | (13:24)      | meiste Tore: Solberg, Hovden je 5 | Wiener Stadthalle, Wien Zuschauer: 1521 Schiedsrichter: Lovin / Stancu |
| 11. Dezember 2024 20:30 Uhr | Strafen: 2×           | Spielbericht | Strafen: 1×                       | Wiener Stadthalle, Wien Zuschauer: 1521 Schiedsrichter: Lovin / Stancu |

### Finalrunde

#### Spiel um Platz 5
Im Spiel um Platz 5, das am 13. Dezember 2024 in Wien ausgetragen wurde, standen sich die beiden Drittplatzierten der Hauptrundengruppen gegenüber.
| 13. Dezember 2024 15:00 Uhr | Schweden                             | 33:32        | Niederlande             | Wiener Stadthalle, Wien Zuschauer: 3132 Schiedsrichter: Praštalo / Balvan |
| 13. Dezember 2024 15:00 Uhr | meiste Tore: Roberts, Lindqvist je 8 | (15:15)      | meiste Tore: Housheer 9 | Wiener Stadthalle, Wien Zuschauer: 3132 Schiedsrichter: Praštalo / Balvan |
| 13. Dezember 2024 15:00 Uhr | Strafen: 2×                          | Spielbericht | Strafen: 1× 6×          | Wiener Stadthalle, Wien Zuschauer: 3132 Schiedsrichter: Praštalo / Balvan |

#### Halbfinalspiele
In den Halbfinalspielen, die am 13. Dezember 2024 in Wien ausgetragen wurden, standen sich das Team auf Platz 1 der Hauptrundengruppe I und das Team auf Platz 2 der Hauptrundengruppe II sowie das Team auf Platz 2 der Hauptrundengruppe I und das Team auf Platz 1 der Hauptrundengruppe II gegenüber. Die Sieger der beiden Spiele standen im Finale um die Europameisterschaft 2024, die Verlierer spielen um den 3. Platz des Turniers.
| 13. Dezember 2024 17:45 Uhr | Ungarn                 | 22:30        | Norwegen               | Wiener Stadthalle, Wien Zuschauer: 8017 Schiedsrichter: Álvarez, Bustamante |
| 13. Dezember 2024 17:45 Uhr | meiste Tore: Klujber 5 | (11:13)      | meiste Tore: Reistad 7 | Wiener Stadthalle, Wien Zuschauer: 8017 Schiedsrichter: Álvarez, Bustamante |
| 13. Dezember 2024 17:45 Uhr | Strafen: 4×            | Spielbericht | Strafen: 5×            | Wiener Stadthalle, Wien Zuschauer: 8017 Schiedsrichter: Álvarez, Bustamante |

| 13. Dezember 2024 20:30 Uhr | Frankreich           | 22:24        | Dänemark              | Wiener Stadthalle, Wien Zuschauer: 7754 Schiedsrichter: Lovin / Stancu |
| 13. Dezember 2024 20:30 Uhr | meiste Tore: Foppa 4 | (11:13)      | meiste Tore: Hansen 7 | Wiener Stadthalle, Wien Zuschauer: 7754 Schiedsrichter: Lovin / Stancu |
| 13. Dezember 2024 20:30 Uhr | Strafen: 2×          | Spielbericht | Strafen: 1× 2×        | Wiener Stadthalle, Wien Zuschauer: 7754 Schiedsrichter: Lovin / Stancu |

#### Spiel um Platz 3
Das Spiel um Platz 3 wurde am 15. Dezember 2024 in Wien zwischen den beiden Verlierern der Halbfinalspiele ausgetragen.
| 15. Dezember 2024 15:15 Uhr | Frankreich                                | 24:25        | Ungarn                 | Wiener Stadthalle, Wien Zuschauer: 8775 Schiedsrichter: A. Covalciuc / I. Covalciuc |
| 15. Dezember 2024 15:15 Uhr | meiste Tore: Zaadi, Foppa, Nze Minko je 4 | (12:13)      | meiste Tore: Klujber 9 | Wiener Stadthalle, Wien Zuschauer: 8775 Schiedsrichter: A. Covalciuc / I. Covalciuc |
| 15. Dezember 2024 15:15 Uhr | Strafen: 3×                               | Spielbericht | Strafen: 1×            | Wiener Stadthalle, Wien Zuschauer: 8775 Schiedsrichter: A. Covalciuc / I. Covalciuc |

#### Finale
Das Finale und somit das Spiel um den Titel der Europameisterschaft 2024 wurde am 15. Dezember 2024 in Wien zwischen den beiden Siegern der Halbfinalspiele ausgetragen.
| 15. Dezember 2024 18:00 Uhr | Dänemark                          | 23:31        | Norwegen               | Wiener Stadthalle, Wien Zuschauer: 8775 Schiedsrichter: Antić / Jakovljević |
| 15. Dezember 2024 18:00 Uhr | meiste Tore: Hansen, Højlund je 5 | (12:13)      | meiste Tore: Reistad 8 | Wiener Stadthalle, Wien Zuschauer: 8775 Schiedsrichter: Antić / Jakovljević |
| 15. Dezember 2024 18:00 Uhr | Strafen: 5× 1×                    | Spielbericht | Strafen: 1× 2×         | Wiener Stadthalle, Wien Zuschauer: 8775 Schiedsrichter: Antić / Jakovljević |

## Platzierungen
Die Plätze 1 bis 4 wurden nach der Hauptrunde unter den Teams auf den Plätzen 1 und 2 der beiden Hauptrundengruppen, die Plätze 5 und 6 zwischen den Drittplatzierten der beiden Hauptrundengruppen ausgespielt.
Die Plätze 7 und 8 wurden unter den beiden Viertplatzierten, die Plätze 9 und 10 unter den beiden Fünftplatzierten, die Plätze 11 und 12 unter den Sechstplatzierten der beiden Hauptgruppen ermittelt. Die Platzierungen 13 bis 18 wurden nach Abschluss der Vorrunde unter den Drittplatzierten, die Plätze 19 bis 24 unter den Viertplatzierten der sechs Vorrundengruppen ermittelt. Dabei wurden jeweils die erreichten Punkte zugrunde gelegt, bei Punktgleichheit die Tordifferenzen; war auch die Tordifferenz gleich, wurde die Anzahl der erzielten Tore zugrunde gelegt.
Die drei bestplatzierten Mannschaften der Europameisterschaft 2024 sind für die nächste Austragung im Jahr 2026 qualifiziert.
Die Europameisterschaft 2024 diente auch der Ermittlung von Teilnehmern an der Weltmeisterschaft 2025. Drei europäische Startplätze wurden vergeben an die drei bestplatzierten Mannschaften; unabhängig von ihrer Platzierung waren auch die Verbände Deutschlands und der Niederlande (als Organisatoren) sowie Frankreichs (als amtierender Weltmeister) für die Weltmeisterschaft 2025 qualifiziert.
| Platz | Team aus       | Mannschaft (siehe auch Handball-Europameisterschaft der Frauen 2024/Kader für vorläufigen und endgültigen Kader sowie für Statistiken der eingesetzten Spielerinnen) |
| ----- | -------------- | --- |
| 01    | Norwegen       | Spielerinnen: Anniken Obaidli, Maren Nyland Aardahl, Stine Skogrand, Live Rushfeldt Deila, Silje Solberg-Østhassel, Kari Brattset Dale, Kristine Breistøl, Katrine Lunde, Marit Røsberg Jacobsen, Ingvild Bakkerud, Camilla Herrem, Sanna Solberg, Henny Reistad, Emilie Hovden, Thale Rushfeldt Deila, Eli Marie Raasok, Ane Høgseth; Trainer: Þórir Hergeirsson |
| 02    | Dänemark       | Spielerinnen: Sandra Toft, Kaja Kamp Nielsen, Helene Kindberg, Sarah Iversen, Helena Elver, Anne Mette Hansen, Anna Kristensen, Line Haugsted, Althea Reinhardt, Mette Tranborg, Andrea Hansen, Kristina Jørgensen, Trine Østergaard Jensen, Stine Eiberg Jørgensen, Mie Højlund, Emma Friis, Rikke Iversen, Elma Halilcevic, Michala Møller; Trainer: Jesper Jensen |
| 03    | Ungarn         | Spielerinnen: Petra Füzi-Tóvizi, Luca Csíkos, Nadine Szöllősi-Schatzl, Blanka Böde-Bíró, Gréta Márton, Nikoletta Papp, Zsófi Szemerey, Nikolett Tóth, Noémi Pásztor, Petra Vámos, Katrin Klujber, Gréta Kácsor, Dorottya Faluvégi, Réka Bordás, Csenge Kuczora, Kinga Janurik, Viktória Győri-Lukács, Petra Simon; Trainer: Vladimir Golovin |
| 04    | Frankreich     | Spielerinnen: Laura Glauser, Alicia Toublanc, Pauline Coatanea, Clarisse Mairot, Chloé Valentini, Coralie Lassource, Grâce Zaadi, Floriane André, Laura Flippes, Orlane Kanor, Tamara Horacek, Déborah Lassource, Pauletta Foppa, Estelle Nze Minko, Oriane Ondono, Lucie Granier, Sarah Bouktit, Léna Grandveau, Marine Dupuis, Hatadou Sako; Trainer: Sébastien Gardillou |
|       |                | |
| 05    | Schweden       | Spielerinnen: Tyra Axnér, Linn Blohm, Johanna Bundsen, Jenny Carlson, Nina Dano, Evelina Eriksson, Nathalie Hagman, Elin Hansson, Sofia Hvenfelt, Clara Lerby, Emma Lindqvist, Olivia Löfqvist, Clara Petersson Bergsten, Jamina Roberts, Jessica Ryde, Carin Strömberg, Kristin Thorleifsdóttir; Trainer: Tomas Axnér |
| 06    | Niederlande    | Spielerinnen: Lois Abbingh, Sarah Dekker, Rinka Duijndam, Merel Freriks, Tamara Haggerty, Dione Housheer, Romée Maarschalkerweerd, Angela Malestein, Catharina Molenaar, Larissa Nüsser, Inger Smits, Zoë Sprengers, Yara ten Holte, Isa Ternede, Laura van der Heijden, Judith van der Helm, Bo van Wetering; Trainer: Henrik Signell |
|       |                | |
| 07    | Deutschland    | Spielerinnen: Lisa Antl, Julia Behnke, Jenny Behrend, Dana Bleckmann, Emily Bölk, Antje Döll, Nina Engel, Katharina Filter, Alina Grijseels, Alexia Hauf, Jolina Huhnstock, Viola Leuchter, Annika Lott, Julia Maidhof, Xenia Smits, Mareike Thomaier, Sarah Wachter; Trainer Markus Gaugisch |
| 08    | Montenegro     | Spielerinnen: Armelle Attingré, Marta Batinović, Tatjana Brnović, Nina Bulatović, Katarina Džaferović, Ivana Godeč, Itana Grbić, Tanja Ivanović, Đurđina Jauković, Đurđina Malović, Dijana Mugoša, Ivona Pavićević, Matea Pletikosić, Milena Raičević, Marina Rajčić, Andrijana Tatar, Nikolina Vukčević, Jelena Vukčević; Trainerin: Suzana Lazović |
|       |                | |
| 09    | Polen          | Spielerinnen: Magda Balsam, Magdalena Drażyk, Adrianna Górna, Monika Kobylińska, Karolina Kochaniak-Sala, Sylwia Matuszczyk, Daria Michalak, Dagmara Nocuń, Natalia Nosek, Aleksandra Olek, Adrianna Płaczek, Aleksandra Rosiak, Aleksandra Tomczyk, Marlena Urbańska, Paulina Uścinowicz, Paulina Wdowiak, Barbara Zima, Aleksandra Zych; Trainer: Arne Senstad |
| 10    | Slowenien      | Spielerinnen: Ana Abina, Ema Abina, Špela Bajc, Ivona Barukčić, Živa Copi, Dijana Ðajic, Elena Erceg, Nuša Fegic, Blažka Hauptman, Manca Jurič, Tinkara Kogovšek, Nataša Ljepoja, Ema Marković, Erin Novak, Tea Pogorelc, Lana Puncer, Tjaša Stanko, Maja Vojnović; Trainer: Dragan Adžić |
|       |                | |
| 11    | Rumänien       | Spielerinnen: Bianca Bazaliu, Alisia Boiciuc, Oana Borș, Daria Bucur, Mirabela Coteț, Bianca Curmenț, Alexandra Dindiligan, Alicia Gogîrlă, Sorina Grozav, Daciana Hosu, Ștefania Jipa, Ioana Raluca Kelemen, Corina Lupei, Rebeca Necula, Lorena Ostase, Andreea Popa, Sonia Seraficeanu, Ștefania Stoica; Trainer: Florentin Pera |
| 12    | Schweiz        | Spielerinnen: Malin Altherr, Emma Bächtiger, Era Baumann, Manuela Brütsch, Mia Emmenegger, Lisa Frey, Daphne Gautschi, Norma Goldmann, Charlotte Kähr, Kerstin Kündig, Seraina Kuratli, Alessia Riner, Tabea Schmid, Lea Schüpbach, Nora Snedkerud, Chantal Wick, Laurentina Wolff; Trainer: Knut Ove Joa |
|       |                | |
| 13    | Spanien        | Spielerinnen: Nicole Wiggins, Nicole Morales, Carmen Campos, Paola Bernabé, Elba Álvarez, Carmen Arroyo, Paula Arcos, María Prieto, Ester Somaza, Danila So Delgado, Paulina Buforn, Paula Agulló, Anne Erauskin, Ona Vegué, Jennifer Gutiérrez, Elisabet Cesáreo, Kaba Gassama, Lyndie Tchaptchet; Trainer: Ambros Martín |
| 14    | Österreich     | Spielerinnen: Petra Blazek, Mirela Dedic, Kristina Dramac, Sonja Frey, Josefine Hanfland, Lena Ivančok, Ines Ivančok-Šoltić, Stefanie Kaiser, Patricia Kovacs, Nora Leitner, Antonija Mamić, Ana Pandza, Katarina Pandza, Johanna Reichert, Santina Sabatnig, Klara Schlegel, Fabienne Tomasini, Claudia Wess; Trainerin: Monique Tijsterman |
| 15    | Tschechien     | Spielerinnen: Veronika Andrýsková, Charlotte Cholevová, Eliška Desortová, Katka Dresslerová, Anna Franková, Julie Franková, Markéta Jeřábková, Kristýna Königová, Petra Kudláčková, Veronika Malá, Sabrina Novotná, Simona Schreibmeierová, Valerie Smetková, Alena Stellnerová, Markéta Šustáčková, Patricie Wizurová, Dominika Zachová; Trainer: Bent Dahl |
| 16    | Island         | Spielerinnen: Perla Ruth Albertsdóttir, Katrín Anna Ásmundsdóttir, Steinunn Björnsdóttir, Elísa Elíasdóttir, Andrea Jacobsen, Katrín Tinna Jensdóttir, Rut Arnfjörð Jónsdóttir, Sunna Jónsdóttir, Díana Dögg Magnúsdóttir, Elín Rósa Magnúsdóttir, Hafdís Renötudóttir, Jóhanna Margrét Sigurðardóttir, Þórey Rósa Stefánsdóttir, Thea Imani Sturludóttir, Elín Klara Þorkelsdóttir, Elín Jóna Þorsteinsdóttir, Berglind Þorsteinsdóttir, Dana Björg Guðmundsdóttir; Trainer: Arnar Pétursson |
| 17    | Färöer         | Spielerinnen: Lukka Arge, Pernille Brandenborg, Elsa Egholm, Bjørk Franksdottir Joensen, Anna Elisabeth Halsdóttir Weyhe, Súna Krossteig Hansen, Brynja Høj, Jana Mittún, Rannvá Olsen, Bjarta Osberg Johansen, Brynhild Pálsdóttir, Maria Palsdottir Nólsoy, Annika Fríðheim Petersen, Turið Arge Samuelsen, Lív Sveinbjørnsdóttir Poulsen, Rakul S. Wardum, Maria Halsdottir Weyhe; Trainer: Claus Mogensen                                                                                 |
| 18    | Nordmazedonien | Spielerinnen: Ivana Arsenievska, Matea Čurlinovska, Katerina Damjanovska, Bojana Dinevska, Ivana Džatevska, Teodora Dukovska, Elena Gjorgjievska, Marija Jankulovska, Jovana Kiprijanovska, Ana Marija Kolarovska, Simona Madžovska, Jovana Micevska, Iva Mladenovska, Nena Nestoroska, Dragana Petkovska, Sara Ristovska, Jovana Sazdovska, Andrea Sedloska, Sara Stefanoska; Trainer: Kristijan Grčevski                                                                                    |
|       |                | |
| 19    | Kroatien       | Spielerinnen: Tina Barišić, Lucija Bešen, Klara Birtić, Mia Brkić, Iva Bule, Katarina Ježić, Ivana Kapitanović, Nikolina Kragulj, Josipa Mamić, Dejana Milosavljević, Katarina Pavlović, Tena Petika, Paula Posavec, Stela Posavec, Kristina Prkačin, Sara Šenvald, Katja Vuković, Iva Zrilić; Trainer: Ivica Obrvan |
| 20    | Türkei         | Spielerinnen: Nurceren Akgün Göktepe, Elif Sıla Aydın, Yağmur Bembeyaz, Döne Gül Bozdogan, Eda Nur Cetin, Ceren Demirçelen, Merve Erbektaş, Beyza Gedik, Emine Gökdemir, Diğdem Hoşgör, Büsra Isikhan, Aslı İskit, Bilgenur Öztürk, Yasemin Şahin, Bugu Sönmez, Gülcan Tügel, Beyza İrem Türkoğlu, Beyzanur Türkyılmaz, Betül Yılmaz; Trainer: Costică Buceschi |
| 21    | Serbien        | Spielerinnen: Jelena Agbaba, Katarina Bojičić, Tatjana Cinku, Milica Ignjatović, Anđela Janjušević, Jovana Jovović, Jelena Knežević, Tamara Kocić, Emilija Lazić, Una Obrenović, Marija Petrović, Dunja Radević, Sanja Radosavljević, Jovana Risović, Jovana Ristić, Marija Simić, Teodora Velicković, Nikolina Vidić; Trainer: Uroš Bregar |
| 22    | Portugal       | Spielerinnen: Patricia Lima, Joana Resende, Patrícia Rodrigues, Mariana Costa, Mariana Lopes, Isabel Góis, Maria Unjanque, Neide Duarte, Carolina Monteiro, Ana Carolina Silva, Constança Sequeira, Luciana Rebelo, Nádia Rodrigues, Bebiana Sabino, Beatriz Souza, Jessica Ferreira; Trainer: José António Silva |
| 23    | Ukraine        | Spielerinnen: Judit Baloh, Sofija Besrukowa, Lilija Horilska, Karyna Kolodjuk, Iryna Kompanijez, Kateryna Kosak, Wanessa Lakatosch, Olha Makarenko, Neteli Minissalje, Andrijana Naumenko, Walerija Nesterenko, Marija Poljak, Iryna Prokopjak, Ljubow Rossocha, Wiktorija Saltanjuk, Tamara Smbatjan, Karina Soskyda, Anastassija Tkatsch; Trainer: Borys Tschyschow |
| 24    | Slowakei       | Spielerinnen: Dorota Bacenková, Réka Bíziková, Karin Bujnohová, Alena Dvoršcáková, Viktoria Györiova, Barbora Jakubíková, Barbora Lancz, Diana Michalková, Nicol Nejedlíková, Bella Oláhová, Kristína Pastorková, Monika Pénzes, Erika Rajnohová, Lenka Ratvajská, Olívia Šcípová, Tatiana Šutranová, Iryna Yablonská-Bobal; Trainer: Jorge Dueñas |

farblich unterlegt: Europameister, als eins der drei besten europäischen Teams qualifiziert zur Teilnahme an der Weltmeisterschaft 2025 und der Europameisterschaft 2026
 als eins der drei besten europäischen Teams qualifiziert zur Teilnahme an der Weltmeisterschaft 2025 und der Europameisterschaft 2026
 qualifiziert für Phase 2 der Qualifikation zur Weltmeisterschaft 2025
 als Organisator der Weltmeisterschaft 2025 (Niederlande, Deutschland) bzw. amtierender Weltmeister (Frankreich) automatische Teilnahme ohne Qualifikation

## Statistiken

### Beste Torwerferinnen
| Platz | Spielerin        | Tore | Würfe | Quote  |
| ----- | ---------------- | ---- | ----- | ------ |
| 1     | Katrin Klujber   | 60   | 103   | 58,2 % |
| 2     | Henny Reistad    | 50   | 81    | 61,7 % |
| 3     | Tjaša Stanko     | 48   | 75    | 64 %   |
| 4     | Đurđina Jauković | 47   | 81    | 58 %   |
| 5     | Tabea Schmid     | 44   | 62    | 71 %   |

### Beste Torhüterinnen
| Platz | Spielerin       | gehalten | Würfe | Quote  |
| ----- | --------------- | -------- | ----- | ------ |
| 1     | Anna Kristensen | 100      | 263   | 38 %   |
| 2     | Johanna Bundsen | 80       | 237   | 33,8 % |
| 3     | Zsófi Szemerey  | 73       | 189   | 38,6 % |
| 3     | Laura Glauser   | 73       | 206   | 35,4 % |
| 5     | Yara ten Holte  | 67       | 196   | 34,7 % |

## All-Star-Team und MVP
In das All-Star-Team der Europameisterschaft wurden Emma Friis, Tjaša Stanko, Henny Reistad, Katrin Klujber, Viktória Győri-Lukács, Tatjana Brnović, Anna Kristensen und Pauletta Foppa gewählt. Beste junge Spielerin wurde Petra Simon.
Anna Kristensen wurde zur MVP des Turniers gewählt.

## Schiedsrichter
| Land        | Schiedsrichter                           | Land                    | Schiedsrichter                             |
| ----------- | ---------------------------------------- | ----------------------- | ------------------------------------------ |
| Österreich  | Radojko Brkić Andrei Jusufhodžić         | Bosnien und Herzegowina | Vesna Balvan Tatjana Praštalo              |
| Bulgarien   | Georgi Dojtschinow Julian Gorezow        | Dänemark                | Line Hesseldal Hansen Josefine Kusk Jensen |
| Frankreich  | Yann Carmaux Julien Mursch               | Ungarn                  | Kristóf Altmár Márton Horváth              |
| Italien     | Gianna Stella Merisi Andrea Pepe         | Litauen                 | Tomas Barysas Povilas Petrušis             |
| Moldau      | Igor Covalciuc Alexei Covalciuc          | Montenegro              | Anđelina Kažanegra Jelena Vujačić          |
| Niederlande | William Weijmans Rick Wolbertus          | Norwegen                | Eskil Braseth Leif Sundet                  |
| Polen       | Małgorzata Lidacka Urszula Lesiak        | Rumänien                | Cristina Lovin Simona Stancu               |
| Serbien     | Vanja Antić Jelena Jakovljević           | Slowenien               | Ozren Backović Mirko Palačković            |
| Spanien     | Javier Álvarez Mata Yon Bustamante López | Ukraine                 | Maryna Duplij Olena Pobedrina              |

## Zuschauer

### In den Hallen
Für die Spiele der Europameisterschaft wurden Tickets als Paket mit mehreren Spielen von der EHF wie folgt angeboten:
- Vorrunde, Gruppe A: drei Tage ab 18.600 HUF, bis 34.800 HUF[20]
- Vorrunde, Gruppe B: drei Tage ab 7.800 HUF, bis 20.300 HUF[20]
- Vorrunde, Gruppe C und D: drei Tage ab 105 CHF, bis 875 CHF[21]
- Vorrunde, Gruppe E und F: drei Tage ab 78 EUR, bis 159 EUR[22]
- Hauptrunde Gruppe I: vier Tage ab 32.000 HUF, bis 57.200 HUF[20]
- Hauptrunde, Gruppe II: vier Tage ab 104 EUR, bis 248 EUR[23]
- Finalrunde: zwei Tage ab 74 EUR, bis 169 EUR[23]

### Übertragungen der Spiele
Die Übertragungen der Spiele wurden von Infront vermarktet, die 110 Übertragungsverträge abschlossen (bei der Europameisterschaft 2022 waren es 80 Verträge).
In der Schweiz (SRG), in Österreich (ORF) und in Ungarn (MTVA) wurden die Spiele im frei empfangbaren TV übertragen.
In Norwegen erreichten die Spiele der Nationalmannschaft in der Hauptrunde Marktanteile von über 50 Prozent. In Dänemark sahen 923.000 Zuschauer (61 % Marktanteil) das Spiel gegen Slowenien und 810.000 das Spiel gegen die Niederlande (59 % Marktanteil).
Für den Markt in Deutschland übertrug Sportdeutschland.TV alle Partien online.

## Spielball
Die Bälle für die Europameisterschaft 2024 kommen vom Hersteller Select. Der Ball aus Kunstleder ist in kontrastreichen Rottönen gehalten mit grünen Akzenten und weißen Flächen, er trägt den Slogan des Turniers Catch the Spirit.

## Marketing
Für das Turnier wirbt als Maskottchen eine Wildkatze namens Catchy mit rotem Shirt und weißer Hose.
Als offiziellen Song zur Veranstaltung wurde Live Is Life der Band Opus ausgewählt, die Schick Sisters übernahmen dafür den Gesangspart.